# کانن سیتی (فیلم)
کانن سیتی (انگلیسی: Canon City) فیلمی در ژانر درام به کارگردانی کرین ویلبر است که در سال ۱۹۴۸ منتشر شد. از بازیگران آن می‌توان به اسکات بردی و جف کوری اشاره کرد.